# Лугнасад
Лугнаса́д (др.‑ирл. Lughnasadh /lunasa/, ирл. Lá Lúnasa; гэльск. Lùnastal) — кельтский языческий праздник начала осени; его название переводится как «сборище Луга» или «свадьба Луга». По легенде, его установил бог Луг в честь своей приёмной матери, богини Тайльтиу после её смерти. Вероятно, то же название носил и весь месяц август.
Современные кельтские народы отмечают 1 августа как начало сбора черники и изготовления пирогов из зерна нового урожая. В Ирландии в этот день пекут пирог с черникой (ирл. fraochán): ягоды собирают в окрестностях Дублина в последнее воскресенье июля, которое называют «черничным воскресеньем». Повсюду на Британских островах 1 августа приносили в церкви для освящения хлеб, испечённый из зерна нового урожая: это был день хлебной мессы (hlaf-mas), или Ламмас.
Адепты Викки и кельтского неоязычества считают Лугнасад одним из восьми главных праздников Колеса года.